# Нанафалаја (Алабама)
Нанафалаја (енгл. Nanafalia) насељено је место без административног статуса у америчкој савезној држави Алабама.

## Демографија
По попису из 2010. године број становника је 94.
|                   | 2010.       | 2000.      |
| Укупно            | 94 (100,0%) | 0 (0,000%) |
| Белци             | 54 (57,45%) | 0 (0,000%) |
| Афроамериканци    | 38 (40,43%) | 0 (0,000%) |
| Остали            | 2 (2,128%)  | –          |
| Азијати           | 0 (0,000%)  | 0 (0,000%) |
| Хиспаноамериканци | 0 (0,000%)  | 0 (0,000%) |